# Operation Overload 7
Operation Overload 7（オペレーションオーヴァーロードセブン）は、moveの通算3枚目のオリジナルアルバムである。全15曲収録。

## 概要
- ヒット曲Gamble Rumbleの発売後すぐにリリースされ、好調な売り上げを記録した。
- 初回盤は特殊パッケージ仕様、ボーナス・トラックとして「destiny」のオリジナル・ヴァージョンを収録。
- タイトルである「Operation Overload」とは、第二次世界大戦における「ノルマンディー上陸作戦」の事である。また、略称は「OO7」で、「007」シリーズと掛けている。

## 収録曲
1. sweet vibration
2. Gamble Rumble
3. PLANET☆ROCK
4. Extasy -in my dream-
5. MUGEN
6. stay with me..
7. gimme3
8. destiny
9. LAZY CAT vs SILLY DOG
10. A Rule Between You & Me
11. Operation Overload 7
12. strike on
13. weeds
14. SPRING BREEZE
15. destiny （original version） （初回盤のみ収録）